# 国際交換プログラム
国際交換プログラム（こくさいこうかんプログラム、仏: Programmes internationaux d'échanges、通称: PIE）は、国際教育交換プログラムを成立することにより、国際理解を進めるために1981年に創立されたフランス 1901 年法に基づく非営利法人団体である。 
この団体の目的は、全世界の若者に海外で住んでみるチャンスを与えることである。若者がその国の文化が感じられるよう、ホームステイをさせ、当地方の学校に行かせる。 